# Puszczykowo (Grodzisk Wielkopolski)
Pour les articles homonymes, voir Puszczykowo (homonymie).
Puszczykowo (prononciation : [puʂt͡ʂɨˈkɔvɔ]) est un village polonais de la gmina de Kamieniec dans le powiat de Grodzisk Wielkopolski de la voïvodie de Grande-Pologne dans le centre-ouest de la Pologne.
Il se situe à environ 4 kilomètres au sud de Kamieniec (siège de la gmina), à 14 kilomètres au sud-est de Grodzisk Wielkopolski (siège de la gmina et du powiat) et à 43 kilomètres au sud-ouest de Poznań (capitale régionale).

## Histoire
De 1975 à 1998, le village faisait partie du territoire de la voïvodie de Poznań.

Depuis 1999, Puszczykowo est situé dans la voïvodie de Grande-Pologne.
Le village possède une population de 188 habitants en 2006.